# Mirificarma rhodoptera
Mirificarma rhodoptera is een vlinder uit de familie tastermotten (Gelechiidae). De wetenschappelijke naam is voor het eerst geldig gepubliceerd in 1866 door Mann.
De soort komt voor in Europa.